# Langblättriges Weißgabelzahnmoos

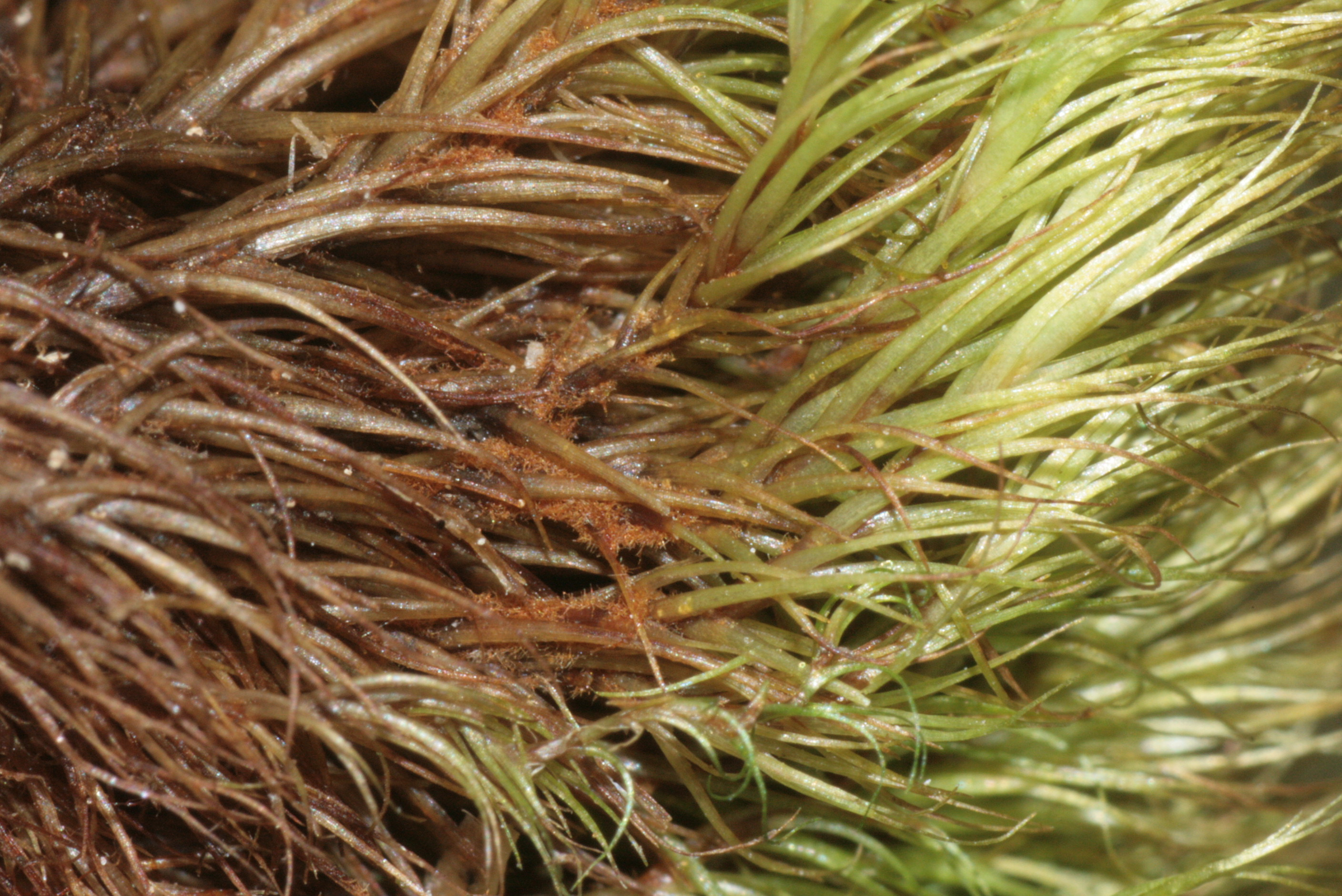
Stämmchen-Nahansicht

Das Langblättrige Weißgabelzahnmoos (Paraleucobryum longifolium, Syn.: Dicranum longifolium Hedw.) ist eine Laubmoos-Art aus der Familie Dicranaceae.

## Merkmale
Das Dicranum-ähnliche Moos bildet lockere hell- bis dunkelgrüne, etwas glänzende Rasen. Die schwach rhizoidfilzigen Stämmchen werden meist 3 bis 4 Zentimeter, seltener bis 8 Zentimeter hoch. Die Blätter sind an der Sprossspitze schopfig gehäuft und gewöhnlich sichelförmig-einseitswendig, selten gerade und aus lanzettlichem Grund in eine lange pfriemen- und röhrenförmige, an den Rändern gesägte Spitze ausgezogen. Die breite Blattrippe nimmt am Blattgrund die halbe Blattbreite ein und die Lamina auf beiden Seiten der Rippe ist nur 10 bis 15 Zellreihen breit. Im oberen pfriemenförmigen Blattteil ist die Rippe an der Rückseite längsgefurcht und füllt die ganze Blattbreite aus.
Die Laminazellen sind am Blattgrund rechteckig und nach oben hin kürzer. Blattflügelzellen sind etwas erweitert und bräunlich. Der Rippenquerschnitt ist dreizellschichtig: ventrale (bauchseitige) hyaline Außenzellen, mediane Chlorophyllzellen und an der Dorsal(Rücken-)seite Hyalin- und Chlorophyllzellen. 
Das Moos ist diözisch. Sporophyten werden nur selten ausgebildet. Sporenreife ist im Sommer. Die Seta ist unten rötlich, darüber gelblich, 1 bis 2 Zentimeter lang und trägt eine aufrechte, gerade, zylindrische Kapsel. Der Kapseldeckel ist lang geschnäbelt. Die fein papillösen Sporen sind 14 bis 21 µm groß.

## Standortansprüche und Verbreitung
Das Langblättrige Weißgabelzahnmoos ist kalkmeidend und wächst an nicht zu trockenen Standorten auf silikatischem Gestein und am Stammgrund von Laubbäumen. Im Flachland kommt es nur vereinzelt vor, in Silikatgebirgen ist es ziemlich verbreitet. In den Alpen steigt es bis in mittlere alpine Höhenlagen. 
Das Moos kommt auf der Nordhalbkugel in Europa, Asien und Nordamerika vor.